# グラントガゼル
グラントガゼル（英: Grant's gazelle・学名：Nanger granti）は、ウシ科ガゼル属に属するアンテロープの一種。

## 概要
体長1.4〜1.7m。肩高70〜92cm。体重15〜32kg。オスとメスどちらも角を持つ。オスの角は特に長い。草食で、草や木の葉を食べる。群れを作って生活する。アフリカの半砂漠地帯や乾燥サバンナに生息する。エチオピアからタンザニアまで分布。
トムソンガゼルはシマウマやヌーと同じく渇きに強くないが、グラントガゼルはトムソンガゼルより渇きに強い。